# Ursus arctos
El oso pardo (Ursus arctos) es una especie de mamífero carnívoro de la familia Ursidae propio de Eurasia y Norteamérica.

## Descripción

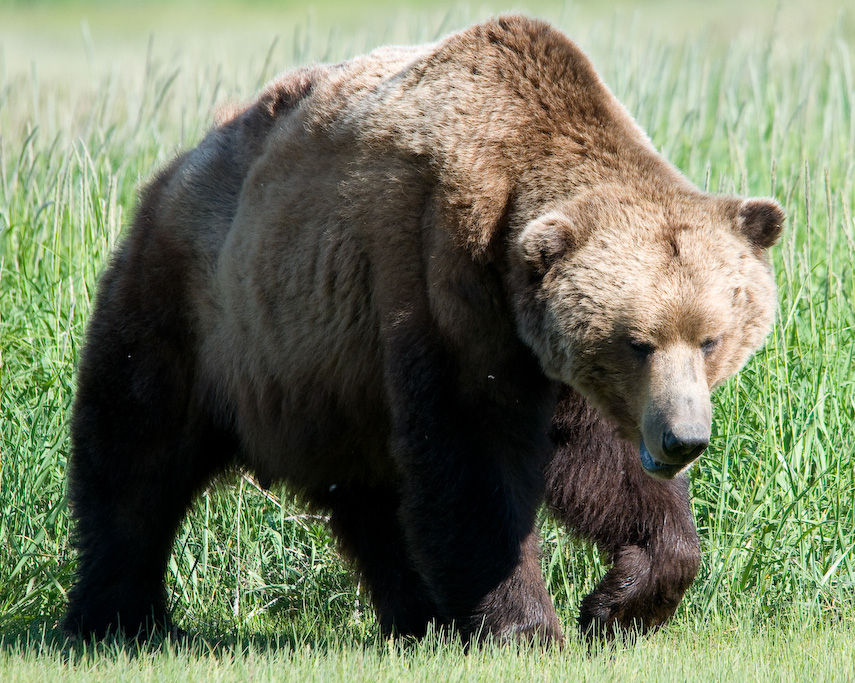
Oso pardo (U. arctos) en Hola Bay, parque nacional de Katmai, Alaska.

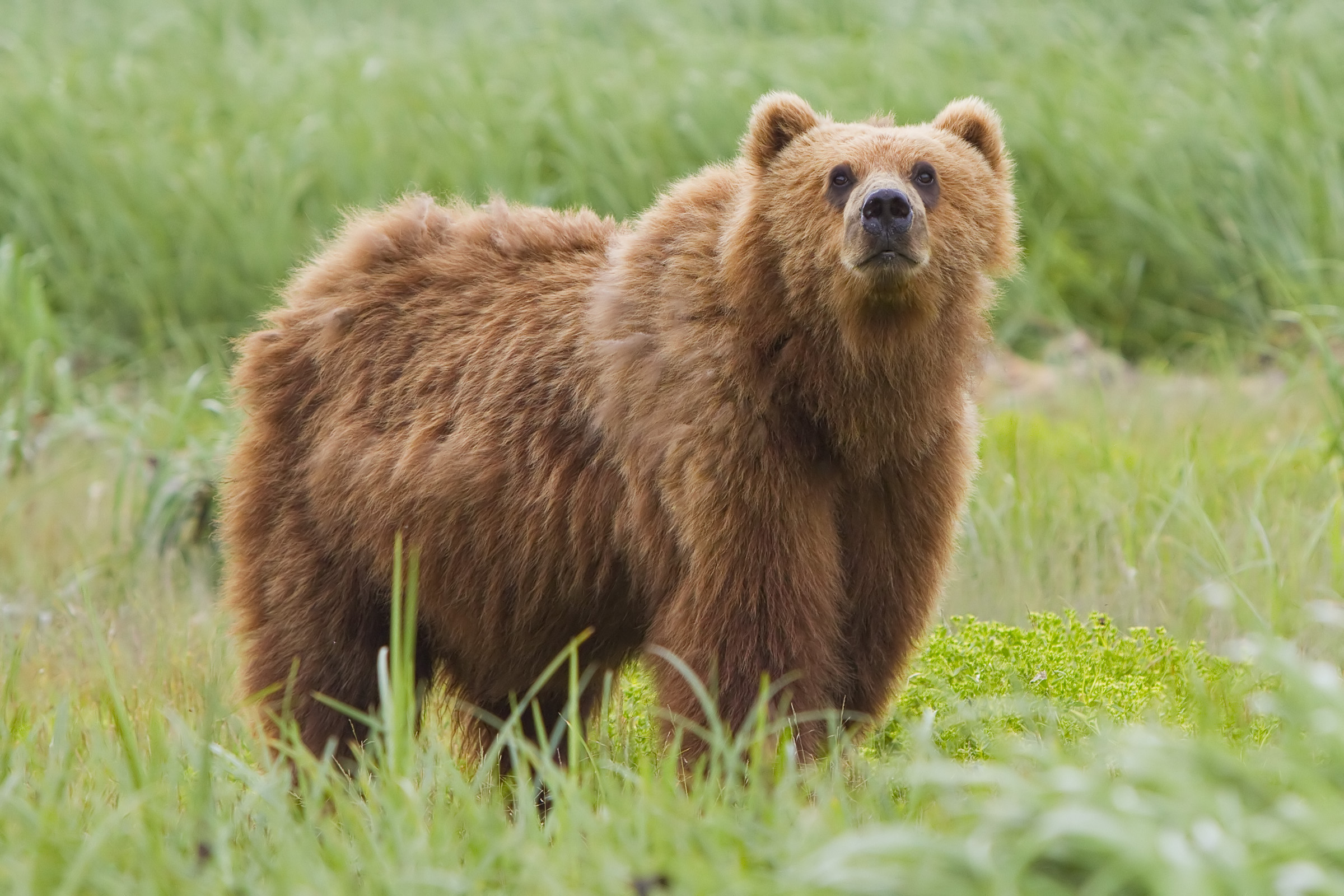
Oso Kodiak en el Refugio Nacional de Vida Silvestre de kodiak en Alaska, Estados Unidos.

Es un habitante característico de los bosques maduros de Europa, Asia templada y América del Norte. En este vasto territorio aparece bajo cierto número de subespecies, que se diferencian unas de otras por la coloración y el tamaño, hasta tal punto que antiguamente se les consideraba como especies autóctonas. Podemos citar, por ejemplo, a los grandes grizzlys (Ursus arctos horribilis) y el kodiak (Ursus arctos middendorffi). Su longevidad es de veinticinco a treinta años (máximos conocidos de treinta y cuatro años en estado silvestre y cuarenta y siete en cautividad). Tiene una longitud corporal de entre 1,50 y 2,95 m, dependiendo de la subespecie, y una altura en la cruz de hasta 1,30 m. Su peso también varía, desde los 100 hasta los 675 kg. El color es muy variable de un individuo a otro. Puede variar entre el marrón muy oscuro y el dorado claro, pasando por diversas gamas de grises. Las crías suelen presentar un collar blanquecino más o menos amplio alrededor del cuello, marca que habitualmente desaparece a partir de la primera muda al año de edad, pero puede quedar algún resto en los adultos. El pelaje se renueva una vez al año, en la época estival. La visión no la tiene muy desarrollada comparada con otros sentidos, aunque sí puede ver en color durante la noche. A larga distancia reconocen formas pero no detalles, y detectan mucho mejor animales u objetos en movimiento que inmóviles. 
Son plantígrados. En algunas situaciones desfavorables pueden erguirse sobre sus patas traseras para aumentar su campo de visión. Su oído es extremadamente agudo y desarrollado, al igual que el olfato, que es excelente, finísimo y, sin duda, su sentido más desarrollado y el que más les ayuda en su vida cotidiana. Gracias a él pueden detectar a larga distancia muchas de sus fuentes de alimento y también el estado sexual de otros ejemplares durante la época de celo. Sus mandíbulas tienen cuatro caninos o colmillos, puntiagudos y robustos como los de otros carnívoros. Sin embargo, la presencia de incisivos aptos para cortar hierba y tallos, y de molares amplios y aplanados capaces de triturar alimentos de origen vegetal, hacen que la dentadura de este carnívoro esté perfectamente adaptada a un régimen omnívoro.

### Dimorfismo sexual
El dimorfismo sexual es algo claramente notorio en los osos pardos; un ejemplo son los osos kodiak: en estado salvaje, los machos de esta subespecie normalmente alcanzan un peso de alrededor de 450 kg (esto sin el peso adicional que adquieren durante la migración del salmón, antes de la hibernación), mientras que las hembras suelen pesar unos 250 kg, siendo considerablemente más pequeñas. Pasa lo mismo con el grizzly: los machos generalmente pesan algo menos de 400 kg y las hembras alrededor de 200 kg. Esto sucede también con todas las demás subespecies.

## Evolución y taxonomía
El oso pardo se denomina a veces bruin, del inglés medio. Este nombre tiene su origen en la fábula Historia de Roman de Renart traducida por William Caxton del neerlandés medio. bruun o bruyn, que significa marrón (el color). En los Estados Unidos de mediados del siglo XIX, al oso pardo se le llamaba Old Ephraim y a veces como Moccasin Joe.
El nombre científico del oso pardo, Ursus arctos, proviene del latín ursus, que significa "oso", y de ἄρκτος arktos, la palabra griega para pardo.

### Nombres generalizados y evolución
Se cree que los osos pardos evolucionaron a partir del Ursus etruscus en Asia. El oso pardo, según Kurten (1976), se ha declarado como "claramente derivado de la población asiática de Ursus savini hace unos 800 000 años; se extendió a Europa, al Nuevo Mundo". Un análisis genético indicó que el linaje del oso pardo divergió del complejo de especies oso de las cavernas hace aproximadamente 1,2-1,4 millones de años, pero no aclaró si U. savini persistió como una paraespecie del oso pardo antes de perecer. Los fósiles más antiguos identificados como de esta especie se encuentran en China y datan de hace unos 0,5 millones de años. Los osos pardos llegaron a Europa hace unos 250.000 años y al norte de África poco después. Los restos de oso pardo del Pleistoceno son comunes en las islas británicas, donde se cree que podrían haber superado a los osos de las cavernas (Ursus spelaeus). La especie entró en Alaska hace 100 000 años, aunque no se desplazaron hacia el sur hasta hace 13 000 años. Se especula que los osos pardos no pudieron migrar hacia el sur hasta la extinción del mucho más grande oso gigante de cara corta (Arctodus simus).
Varios paleontólogos sugieren la posibilidad de dos migraciones separadas de osos pardos: se cree que los osos pardos del interior, también conocidos como grizzlies, proceden de osos de cráneo estrecho que migraron desde el norte de Siberia hasta el centro de Alaska y el resto del continente, mientras que los osos de Kodiak descienden de osos de cráneo ancho de Kamchatka, que colonizaron la península de Alaska. Los fósiles de oso pardo descubiertos en Ontario, Ohio, Kentucky y Labrador demuestran que la especie se encontraba más al este de lo que indican los registros históricos. En Norteamérica, se reconocen generalmente dos tipos de la subespecie Ursus arctos horribilis: el oso pardo costero y el oso pardo del interior; estos dos tipos definen ampliamente la gama de tamaños de todas las subespecies de oso pardo.

### Taxonomía científica

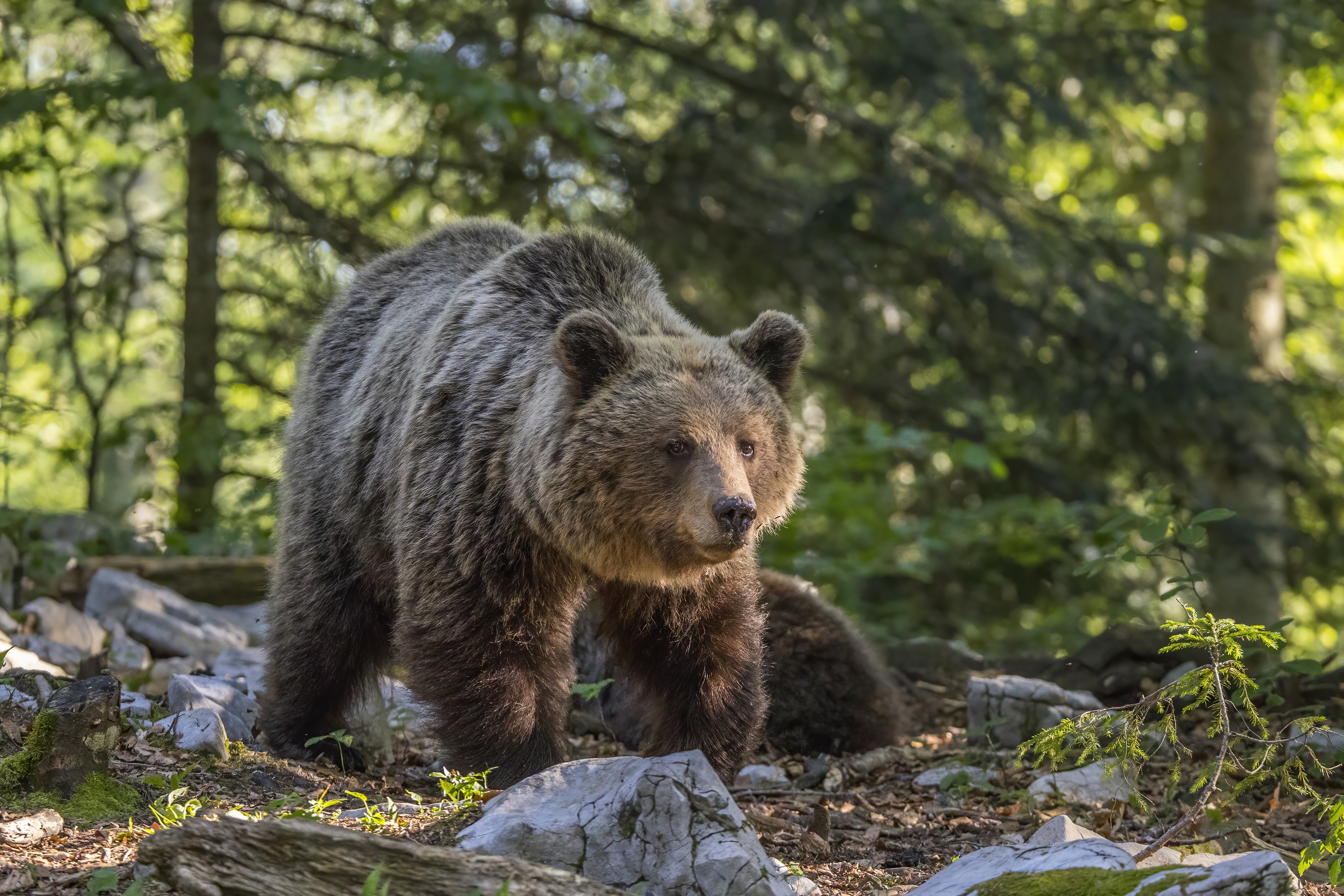
Hembra adulta de oso pardo euroasiático, la subespecie nominal, en Eslovenia

Los científicos utilizan muchos métodos para definir las especies y subespecies de oso, ya que ninguno de ellos es siempre eficaz. La taxonomía del oso pardo y la clasificación de las subespecies se ha descrito como "formidable y confusa", con pocas autoridades enumerando el mismo conjunto específico de subespecies. Las pruebas genéticas son ahora quizás la forma más importante de definir científicamente las relaciones y los nombres de los osos pardos. Generalmente, las pruebas genéticas utilizan la palabra clado en lugar de especie porque una prueba genética por sí sola no puede definir una especie biológica. La mayoría de los estudios genéticos informan sobre lo estrechamente relacionados que están los osos (o su distancia genética). Existen cientos de subespecies obsoletas de oso pardo, cada una con su propio nombre, y esto puede llegar a ser confuso; Hall (1981) enumera 86 tipos diferentes, e incluso se han propuesto hasta 90. Sin embargo, recientes análisis de ADN han identificado hasta cinco clados principales que contienen todos los osos pardos existentes, mientras que un estudio filogenético de 2017 reveló nueve clados, incluido uno que representa a los osos polares, 15 subespecies existentes o extinguidas recientemente fueron reconocidas por la comunidad científica general.
Además del número exacto de subespecies de oso pardo, su relación exacta con el oso polar también sigue siendo objeto de debate. El oso polar es un vástago reciente del oso pardo. El momento en que el oso polar se separó del oso pardo no está claro, con estimaciones basadas en la genética y los fósiles que van desde hace 400 000 a 70 000 años, pero los análisis más recientes han indicado que el oso polar se separó hace entre 275 000 y 150 000 años. Según algunas definiciones, el oso pardo puede interpretarse como la paraespecie del oso polar.
Los análisis de ADN muestran que, aparte de la reciente fragmentación de la población causada por los humanos, los osos pardos de Norteamérica suelen formar parte de un único sistema poblacional interconectado, con la excepción de la población (o subespecie) del archipiélago Kodiak, que probablemente ha estado aislada desde el final de la última Edad de Hielo. Estos datos demuestran que U. a. gyas, U. a. horribilis, U. a. sitkensis y U. a. stikeenensis no son grupos distintos o cohesionados, y sería más preciso describirlos como ecotipos. Por ejemplo, los osos pardos de cualquier región concreta de la costa de Alaska están más emparentados con los osos pardos adyacentes que con poblaciones distantes de osos pardos, la distinción morfológica parece deberse a que los osos pardos tienen acceso a una rica fuente de alimento de salmón, mientras que los osos pardos viven a mayor altitud, o más lejos de la costa, donde la materia vegetal es la base de la dieta. La historia de los osos del Archipiélago Alexander es inusual en el sentido de que estas poblaciones insulares llevan ADN de oso polar, presumiblemente originario de una población de osos polares que quedó atrás a finales del Pleistoceno, pero desde entonces se han conectado con las poblaciones continentales adyacentes a través del movimiento de los machos, hasta el punto de que sus genomas nucleares son ahora más del 90% de ascendencia de oso pardo.
Los osos pardos se dividen aparentemente en cinco clados diferentes, algunos de los cuales coexisten o co-ocurren en diferentes regiones.

## Reproducción

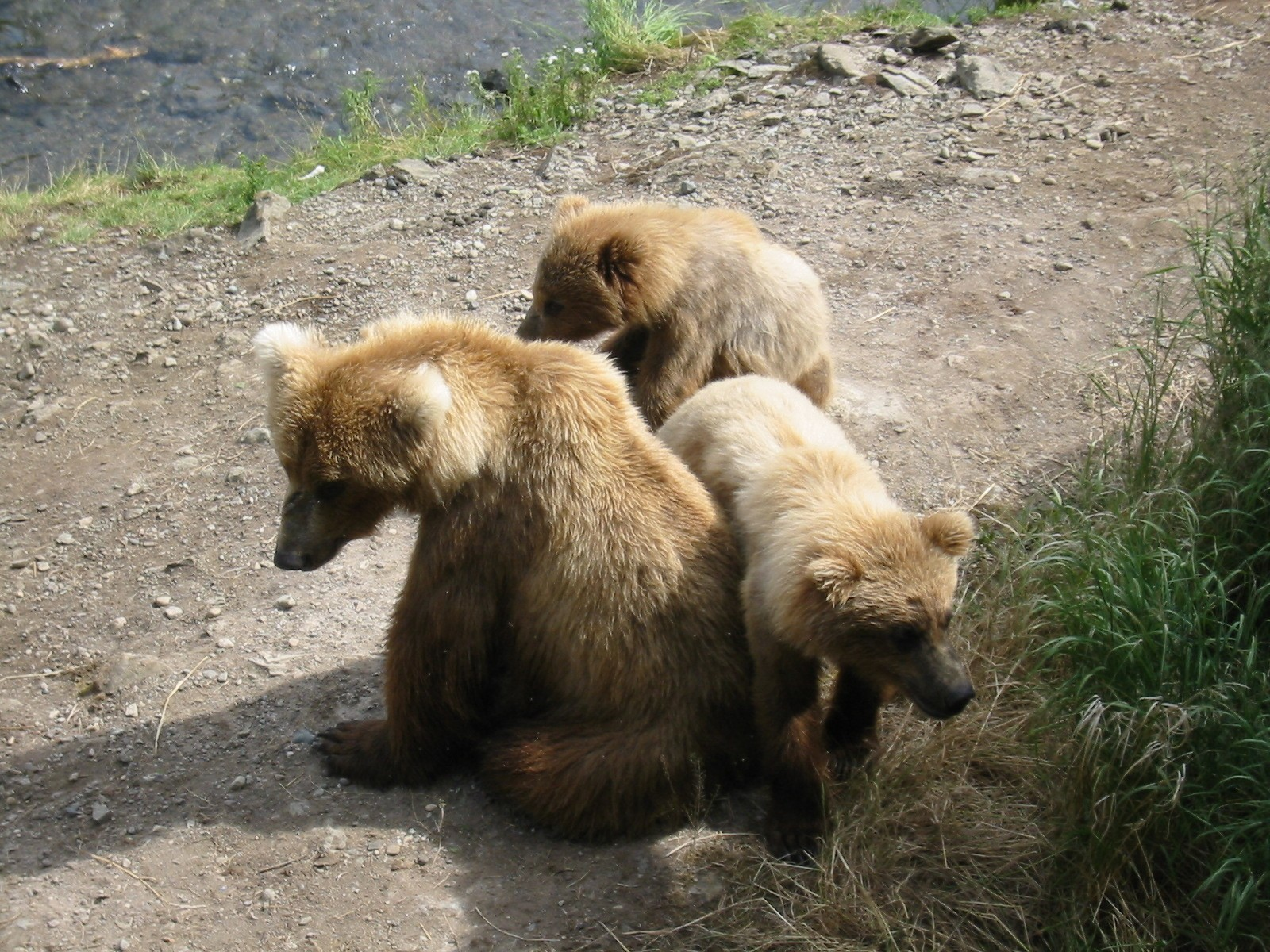
Hembra con sus oseznos.

Los osos alcanzan la madurez sexual entre los tres y los cinco años, son polígamos y su celo tiene lugar entre mayo y julio. En las hembras, la cópula provoca la ovulación —«ovulación inducida»—, lo que incrementa sus posibilidades de quedar preñadas. La implantación es diferida; es decir, el óvulo fecundado flota libremente en el útero y no se implanta hasta el otoño, Sólo entonces comienza la verdadera gestación, que dura unos dos meses. En plena hibernación en el mes de enero y en la seguridad de la osera, la hembra pare de una a tres crías, excepcionalmente cuatro, que pesan al nacer unos 350 g, y los oseznos alcanzan 20 a 25 kg al cumplir su primer año de vida. Viven con la madre aproximadamente un año y medio. El intervalo entre dos partos es de, al menos, dos años.

## Longevidad
Los osos pardos en estado salvaje viven una media de veinticinco años. Los ejemplares cautivos tienen mayor esperanza de vida.

## Distribución
Está distribuido por amplias zonas de Europa, Asia templada y Norteamérica, pero con una población desigual y fragmentada en pequeños núcleos.

## Alimentación
Los osos son omnívoros: en primavera y otoño su alimentación es sobre todo vegetal, pero también aprecian las carroñas. Su alimento preferido son los panales de miel. Además cazan pequeños vertebrados e insectos y, en el momento de remonte de los salmones en los ríos, se hacen pescadores, concentrándose cerca de las orillas. Algunos individuos se especializan en la captura de grandes presas, sobre todo ciervos y algunos otros ungulados. Debido a su carácter de superdepredador, los osos no tienen predadores naturales, por lo que el ser humano es su única amenaza.

## Costumbres

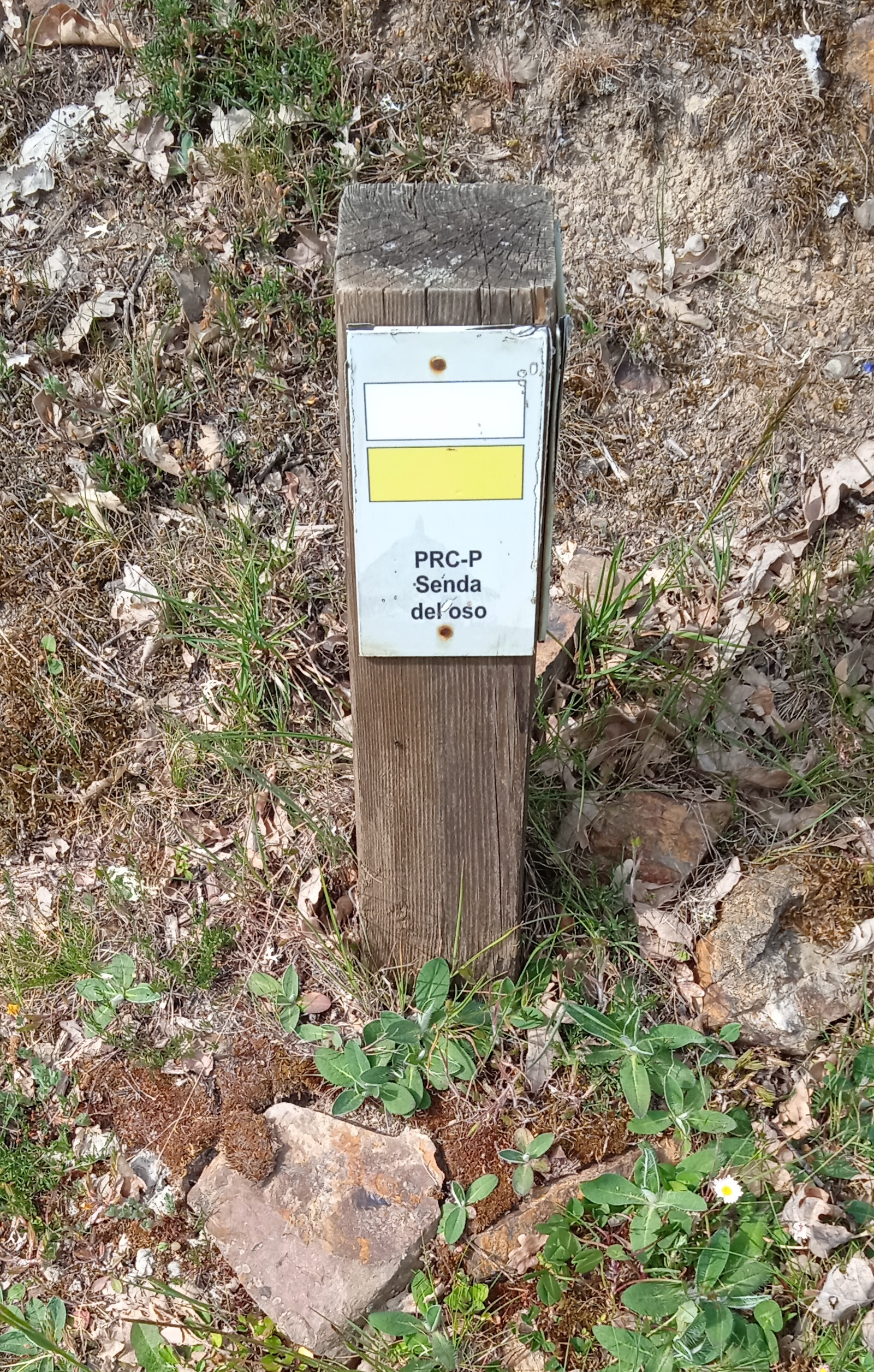
Indicador en la Senda del Oso (Parque Natural Montaña Palentina)

Los osos pasan el invierno en un estado de hibernación, utilizando la mayor parte del tiempo en prepararse para el letargo invernal, guardando en los tejidos adiposos un 75 % de la energía obtenida de los alimentos. En las últimas comidas antes de la hibernación ingiere hierbas y tierra junto a la comida para que se mezcle con la saliva formando un bolo alimenticio que al llegar al intestino grueso colapse el orificio excretor e impida su salida. Gracias a ese "tapón" los alimentos se van amontonando para que así, aparte de la grasa acumulada, también se puedan extraer nutrientes realizando la digestión, eso sí, de una forma más lenta.
También utilizan tierra y hierba para acomodar sus madrigueras, en las que duermen con un sueño entrecortado, sin variaciones en su temperatura corporal.
Cuando despierta, la obstrucción se expulsa sin problemas y es también en este período cuando las osas paren (diciembre-enero) y comienzan a criar a sus hijos.
Las hembras suelen moverse por áreas de algunas decenas de kilómetros cuadrados que utilizan de forma intensa. Por el contrario, los machos tienen grandes áreas de campeo, que engloban las de varias hembras. Un macho adulto radiomarcado en el actual Parque Regional de Riaño (León) se movió durante cuatro años por una extensión de 2447 km². La calidad del hábitat tiene una notable influencia sobre la extensión del área de campeo. Los ejemplares que viven en los bosques boreales de coníferas —mucho menos productivos que los bosques caducifolios templados más típicos de España— tienen áreas de campeo mucho mayores. Por ejemplo, los machos estudiados en Suecia y Noruega se mueven por extensiones de 5430 km² de media, mientras que las hembras tienen áreas de campeo medias de 345 km².

## Estatus poblacional de la especie

Osos pardos en el Parque zoológico de Madrid, España.

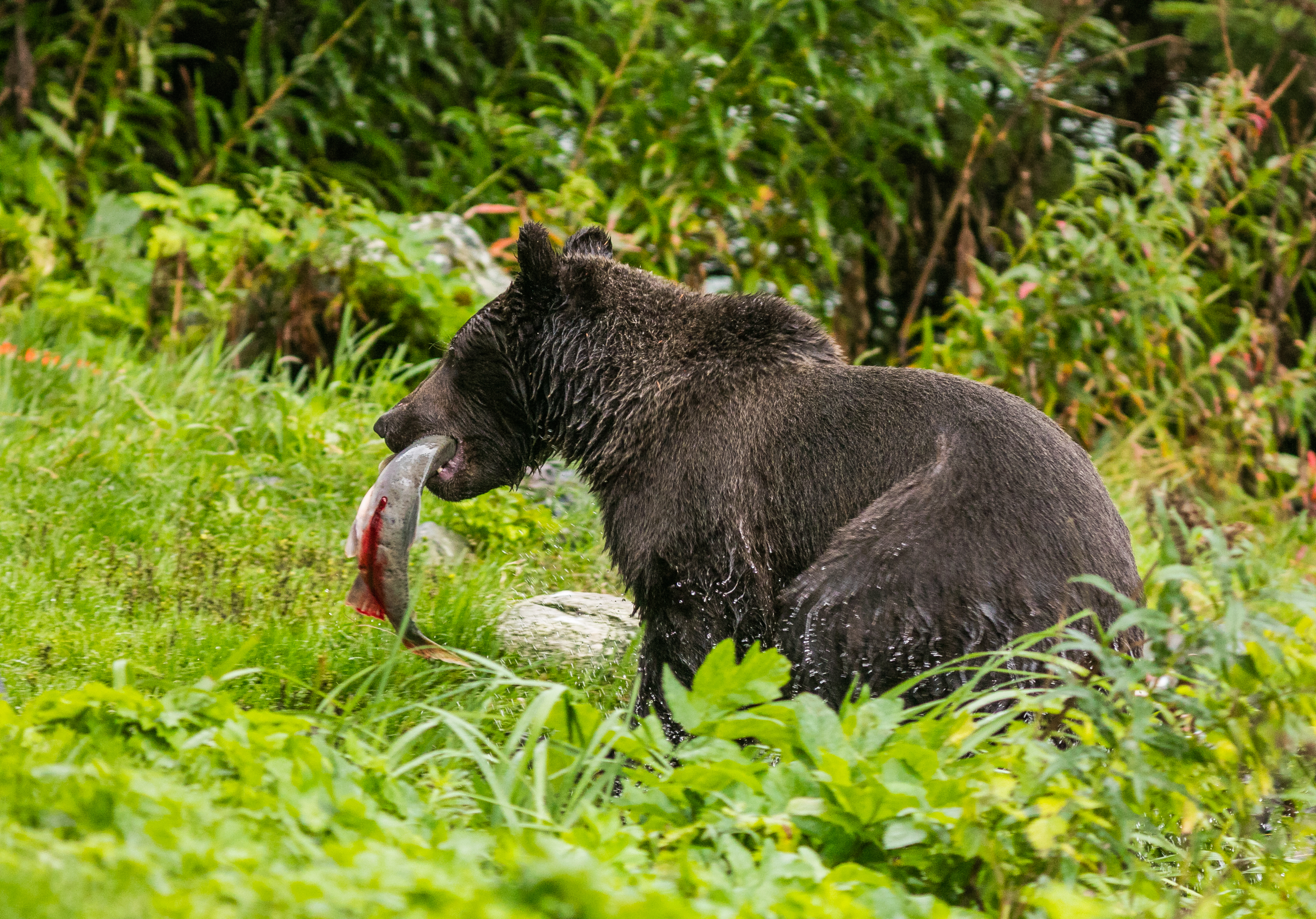
Oso pardo en el Parque Estatal de Recreo del Lago Chilkoot, Haines, Alaska, Estados Unidos.

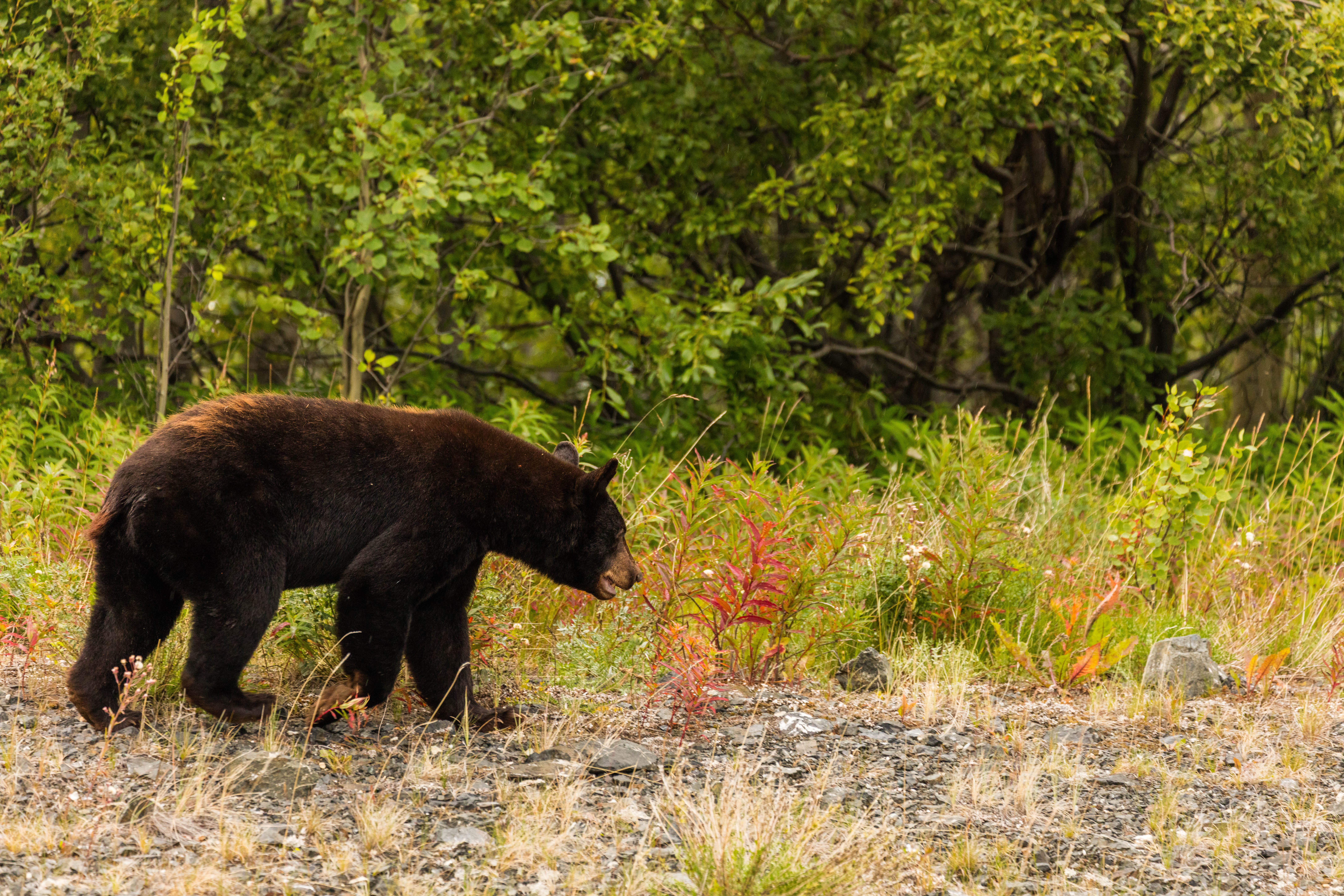
Oso negro en el parque natural provincial Tatshenshini-Alsek, Yukón, Canadá.

A nivel general se encuentra en una situación vulnerable con extinciones parciales en toda su distribución, coincidiendo las zonas más humanizadas con las subespecies en más alto riesgo de extinción.

## Amenazas
Las amenazas a las que se enfrentan son varias: cambio climático, destrucción del hábitat, caza furtiva, caza accidental (con lazos), aumento de presión sobre el hábitat, etcétera.

## Subespecies
Wilson & Reader reconocen dieciséis subespecies, pero la taxonomía del oso pardo es controvertida:
- Ursus arctos arctos - oso pardo europeo.[nota 1]
- Ursus arctos alascensis - oso pardo de Alaska
- Ursus arctos beringianus - oso de Kamchatka
- Ursus arctos californicus † - oso pardo de California
- Ursus arctos collaris - oso pardo siberiano
- Ursus arctos crowtheri † - oso del Atlas
- Ursus arctos dalli † - oso pardo de Dall
- Ursus arctos gobiensis - oso de Gobi
- Ursus arctos gyas - oso pardo de península de Alaska
- Ursus arctos horribilis - oso grizzly
- Ursus arctos isabellinus - oso del Himalaya
- Ursus arctos lasiotus - oso pardo del Ussuri
- Ursus arctos marsicanus - oso pardo de los Apeninos
- Ursus arctos middendorffi - oso kodiak
- Ursus arctos nelsoni † - oso pardo mexicano
- Ursus arctos priscus † - oso pardo estepario
- Ursus arctos pruinosus - oso azul del Tíbet
- Ursus arctos pyrenaicus - oso pardo cantábrico
- Ursus arctos sitkensis - oso pardo de Sitka
- Ursus arctos stikeenensis - oso pardo Stickeen
- Ursus arctos syriacus - oso pardo sirio
- Ursus arctos ungavaesis † - oso pardo de Ungava